# Galerie berlinoise
Pour les articles homonymes, voir Berlinoise.
La Galerie berlinoise (en allemand : Berlinische Galerie) est un bâtiment d'exposition. Il est situé à Kreuzberg, sur la Alte-Jakob-Strasse. 
Musée régional consacré à l'art moderne et contemporain, à la photographie et à l'architecture, la Berlinische Galerie présente une collection permanente et des expositions temporaires qui retracent les grands moments de la création à Berlin, de 1870 à aujourd'hui : la Sécession, Fluxus, les artistes russes à Berlin, ou encore l'art sous le régime nazi, etc.